# Aleš Marič
Aleš Marič, slovenski častnik in vojaški diplomat, * 1967, Marič Aleš je od začetka svoje kariere opravljal naloge poveljnika voda, poveljnika čete ter poveljnika 11. bataljona za zveze, bil pa je tudi Načelnik sektorja za zveze in informatiko v Centru vojaških šol. Marič je bil med letoma 2003 in 2007 višji častnik v Vojaškem predstavništvu RS pri zvezi NATO. Leta 2005 je bil povišan v čin podpolkovnika. Po končanem delu v tujini je bil prerazporejen na dolžnost višjega častnika za načrtovanje v sektorju J5 na Generalštabu SV. Februarja 2009 je bil, kot prvi in edini častnik SV, napoten na visoko vojaško šolanje v Francijo (generalštabni tečaj), na College Interarmées de Défense v Parizu. Po končanem šolanju je konec leta 2010 prevzel delovno mesto Načelnika štaba v Brigadi zračne obrambe in letalstva (BRZOL). Julija 2012 je prevzel delovno mesto namestnik načelnika sektorja J5 (DACOS J5) v Mednarodnem poveljstvu Korpusa NRDC-ITA v Milanu. Od januarja do konca julija 2013 je opravljal naloge v Mednarodnem poveljstvu ISAF-a (IJC) v Kabulu, Afganistan.Med letoma 2016 in 2017 je deloval v US CENTCOM v Tampi,ZDA, nato pa je prevzel poveljevanje 132. Gorskega polka. Med letoma 2019 in 2021 je bil poveljnik Centra za združeno usposabljanje. Od leta 2021 do 2013 je bil gostujoči obrambni ataše akreditiran v Franciji, Belgiji in na Nizozemskem. Od junija 2023 dalje opravlja dolžnost v poveljstvu KFOR.